# Claudius von Turin

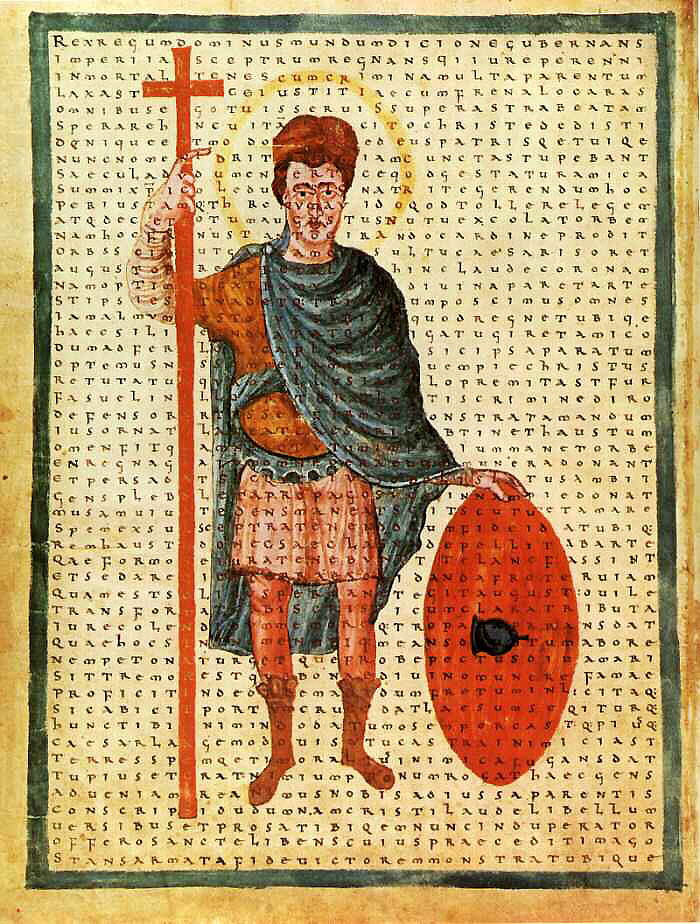
Ludwig der Fromme, Kaiser und einer der Hauptförderer von Claudius.

Claudius von Turin (lat.: Clavdivs Tavrinensis, Claudius, Episcopus Tauriensis, franz.: Claude; bl. 810–um 827) war von 817 bis zu seinem Tod um 829 Bischof von Turin. Er war ein Höfling von Ludwig dem Frommen und Verfasser von Bibelkommentaren in der Karolingischen Renaissance. Bekannt ist er für seine Förderung des Ikonoklasmus und einiger weiterer Ideen, welche die Kontroversen der Reformation vorausnahmen. Er wurde von Dungal von Bobbio und Jonas von Orléans in verschiedenen Werken als Häretiker angegriffen. Bei seinem Sturz spielte Hrabanus Maurus, der anschließend Claudius’ Werke ausschrieb, ohne ihn als Quelle zu nennen, eine zentrale Rolle.

## Karriere (bis 817)
Man nimmt an, dass Claudius aus Spanien kam. Vor allem aus den Angriffen von Jonas von Orléans scheint es, dass er ein Schüler von Felix von Urgell gewesen sei. Felix war Bischof in den Ausläufern der spanischen Pyrenäen und möglicherweise kannte Claudius ihn persönlich. Felix war von Alkuin bei der Synode von Frankfurt 794 verurteilt worden, weil er ein Form des Adoptianismus gelehrt haben soll. Heute ist jedoch sicher, dass Claudius kein Schüler von Felix war. Seine Ausbildung erhielt er entweder schon in Spanien oder in Lyon unter dem Erzbischof Leidrad von Lyon. Vermutlich von Leidrad und, wie Claudius selbst erzählt, auch von seinen Schulkameraden und dem zukünftigen Kaiser Ludwig dem Frommen wurde er dazu angespornt, sich mit Exegese zu beschäftigen und sich auf bestimmte Teile der heiligen Schrift zu konzentrieren. Darüber hinaus beschäftigte er sich mit den Kirchenvätern.
Noch als Ludwig der Fromme König von Aquitanien war, berief er Claudius an seinen Hof in Chasseneuil (vor 811). 813 rief Karl der Große Ludwig, seinen einzigen verbliebenen legitimen Sohn, an seinen Hof und krönte ihn zu seinem Erben. Im folgenden Jahr starb Karl und Ludwig wurde Regent des Heiligen Römischen Reiches. Er brachte Claudius nach Aachen in die Hauptstadt. Dort hielt dieser exegetische Vorträge vor dem Kaiser und seinem Hofstaat und wurde vom Kaiser sogar gedrängt, seine Gedanken niederzuschreiben. Claudius war ein Mitglied eines elitären Kreises von säkularen und kirchlichen Politikern und Autoritäten und eine creatura della corte di Aquisgrana („Schöpfung des Hofs von Aachen“). 817 wurde er von Ludwig als Bischof nach Turin gesandt. Man hat vermutet, dass die Ernennung eines Theologen und Gelehrten, der aufgrund der Sarazenen-Angriffe auch militärische Aufgaben hatte, auch der Notwendigkeit geschuldet war, dass der Kaiser einen Getreuen in Italien benötigte, der auch gegen die Rebellion von Bernhard vorgehen konnte. Bernhard war der einzige (und möglicherweise illegitime) Sohn von König Pippin, dem dritten Sohn Karls des Großen. Ludwig hatte die künftige Oberhoheit über Italien seinem ältesten Sohn Lothar zugewiesen, als das Reich 817 unter seinen drei Söhnen aufgeteilt worden war. Bernhard rebellierte gegen diese Entscheidung seines Onkels. Die Rebellion brach nach kurzer Zeit zusammen, noch bevor Ludwig mit seinen Truppen in Italien einmarschieren konnte. Im Rahmen des Vorgehens gegen die Anhänger Bernhards wurde auch der am Aufstand wohl gar nicht beteiligte Bischof Theodulf von Orléans abgesetzt und exiliert. Das Prestige des Kaisers unter den fränkischen Adligen hatte gelitten und es wurde strategisch wichtig, dass der Bischof von Turin ein loyaler Gefolgsmann war.

## Bischofsamt (817–827)
Als Bischof von Turin stellte Claudius fest, dass viele Menschen zur Buße auf Wallfahrt nach Rom geschickt wurden und dass Gläubige die Angewohnheit hatten, Christus und die Heiligen zu verehren, indem sie sich vor den Bildern und Reliquien niederwarfen. Für Claudius war diese provinzielle Art des Gottesdienstes ungewohnt. Er griff die Bräuche an und hatte kaum Achtung vor der Autorität des Papstes, weil er davon ausging, dass alle Bischöfe gleich seien. Claudius ließ die Bilder aus den Kirchen seiner Diözese entfernen und kritisierte die Verehrung des Kreuzes.
Daraufhin wurde er von Dungal von Bobbio und Jonas von Orléans angegriffen. Auf die Aufforderung des Kaisers hin verfasste er eine Erwiderung gegen die Vorwürfe. Die letzte Erwähnung von Claudius findet sich in einer Charta des Klosters St. Peter in Novalesa im Mai 827. Als Dungal seine Responsa contra peruersas Claudii Taurinensis episcopi sententias Ende des Jahres 827 vollendete, war er höchstwahrscheinlich schon tot.

## Werke

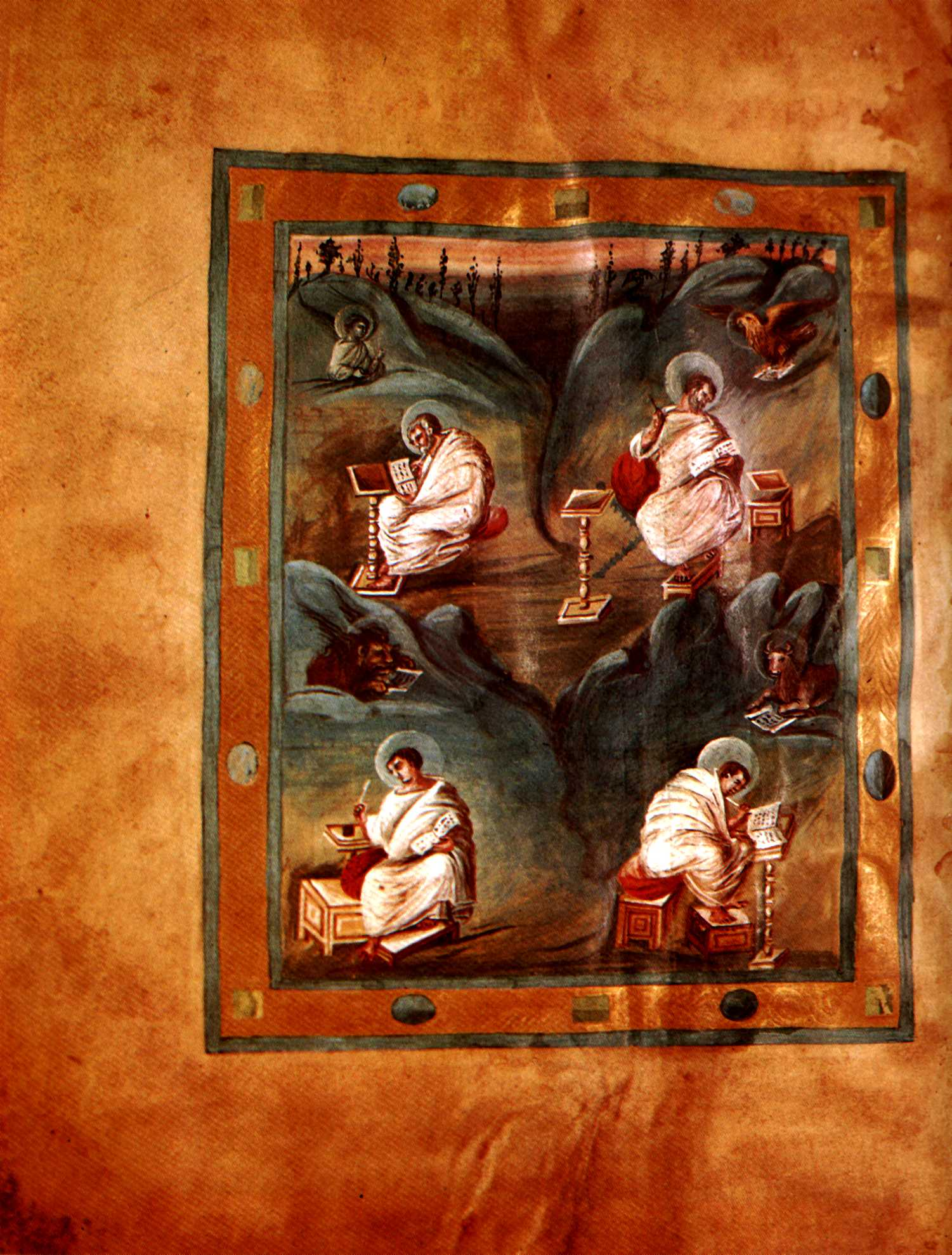
Claudius ging von Werken wie dem Schatzkammer-Evangeliar aus, als er seine Kommentare verfasste.

Claudius arbeitete sowohl als Verfasser als auch als Kopist. Obwohl die meisten seiner Werke Bibelkommentare sind, sind seine Schriften sehr persönlich. Er hatte eine Vorliebe für Details in einer Zeit, in der Kürze und Anonymität Hauptmerkmale der Verfasser waren. Um 811 bereitete Claudius einen erschöpfenden und enzyklopädischen Kommentar über die Genesis vor. Dieser Kommentar entstand auf Wunsch des Kaisers und wurde von Johann Alexander Brassicanus in Wien veröffentlicht, bevor er 1531 erstmals von Hieronymus Froben in Basel gedruckt wurde.
Weitere Kommentare verfasste er zu Levitikus, den historischen Büchern des Alten Testaments, dem Evangelium nach Matthäus sowie allen Paulusbriefen. Der Kommentar zum Brief des Paulus an die Galater weist Gedanken auf, welche die Waldenser und Protestanten später ähnlich formulieren sollten. Es wurde sogar behauptet, dass er einer der Gründer der Waldenser gewesen sei, was jedoch im 19. Jahrhundert widerlegt wurde. Seine Briefe über 1. Korinther und 2. Korinther, die Theodemir, Abt von Psalmody gewidmet waren, wurden jedoch von diesem nach Aachen gesandt und durch die Synode der Bischöfe dieses Reichsteiles als schlecht befunden. Sie blieben unveröffentlicht, weil es diese Kommentare gewesen waren, die die Kontroverse um die Verehrung der Bilder und um die Wallfahrten angefacht hatten.
Claudius führte die „Metapher der Glieder“ des Staates in seinem Kommentar zum 1. Korinther ein. Er schlug vor, dass so, wie die Kirche der Leib Christi sei, der Staat auch der Leib des Kaisers sei. Der Kaiserhof hatte das Werk gut aufgenommen, obwohl Theodemir von Nismes sich viel Mühe gegeben hatte, es verurteilen zu lassen. Die Werke wurden nicht verurteilt und Claudius bemühte sich noch vergeblich, die Zustimmung von Theodemir zu erlangen.
1950 wurde Claudius von Paulino Bellet OSB als Verfasser von einigen Werken entdeckt, die vorher Pseudo-Eucherius zugeschrieben wurden.

## Trivia
Im historischen Roman Der Kalligraph des Bischofs von Titus Müller ist Claudius von Turin eine wichtige Nebenfigur und seine zum Teil umstrittenen Lehren und Auslegungen der Bibel sind bedeutende Themen im Buch.